# Петровичи (Камайский сельсовет, Поставский район)
Петровичи (бел. Пятро́вічы) — деревня в Поставском районе Витебской области Белоруссии. В составе Камайского сельсовета.

## География
Ближайшие населённые пункты Андрушишки, Сурвилишки, Мягуны.

## История
До 29 апреля 2004 года деревня входила в состав Мягунского сельсовета.

## Население
- 2009 год — 15 жителей (перепись населения)